# Ексохори
Ексохори (на гръцки: Εξωχώρι, катаревуса Εξωχώριον, Ексохорион) е село в Република Гърция, област Пелопонес, част от дем Западен Мани. Селото има население от 252 души според преброяването от 2001 година.

## География
Ексохори е разположено на западния бряг на полуостров Мани на 4 километра от демовия център Кардамили. Към селото се броят и махалите Припица (Πρίπιτσα) и Никово (Νίκοβο).

## Личности
Родени в Ексохори
- Григорис Фалиреас (1873 - 1937), гръцки офицер, деец на Гръцката въоръжена пропаганда в Македония, роден в махалата Припица